# Deinvillers
Deinvillers ist eine französische Gemeinde im Département Vosges in der Region Grand Est (bis 2015 Lothringen). Sie gehört zum Arrondissement Épinal und zum Kanton Charmes.

## Geografie
Deinvillers liegt etwa sieben Kilometer nordwestlich von Rambervillers an der Grenze zum Département Meurthe-et-Moselle.

## Bevölkerungsentwicklung
| Jahr      | 1793 | 1896 | 1954 | 1982 | 1990 | 1999 | 2006 | 2017 |
| Einwohner | 117  | 104  | 88   | 51   | 48   | 54   | 55   | 61   |

## Sehenswürdigkeiten
- Kirche Saint-Dié aus dem 19. Jahrhundert (Glocke als Monument historique klassifiziert)

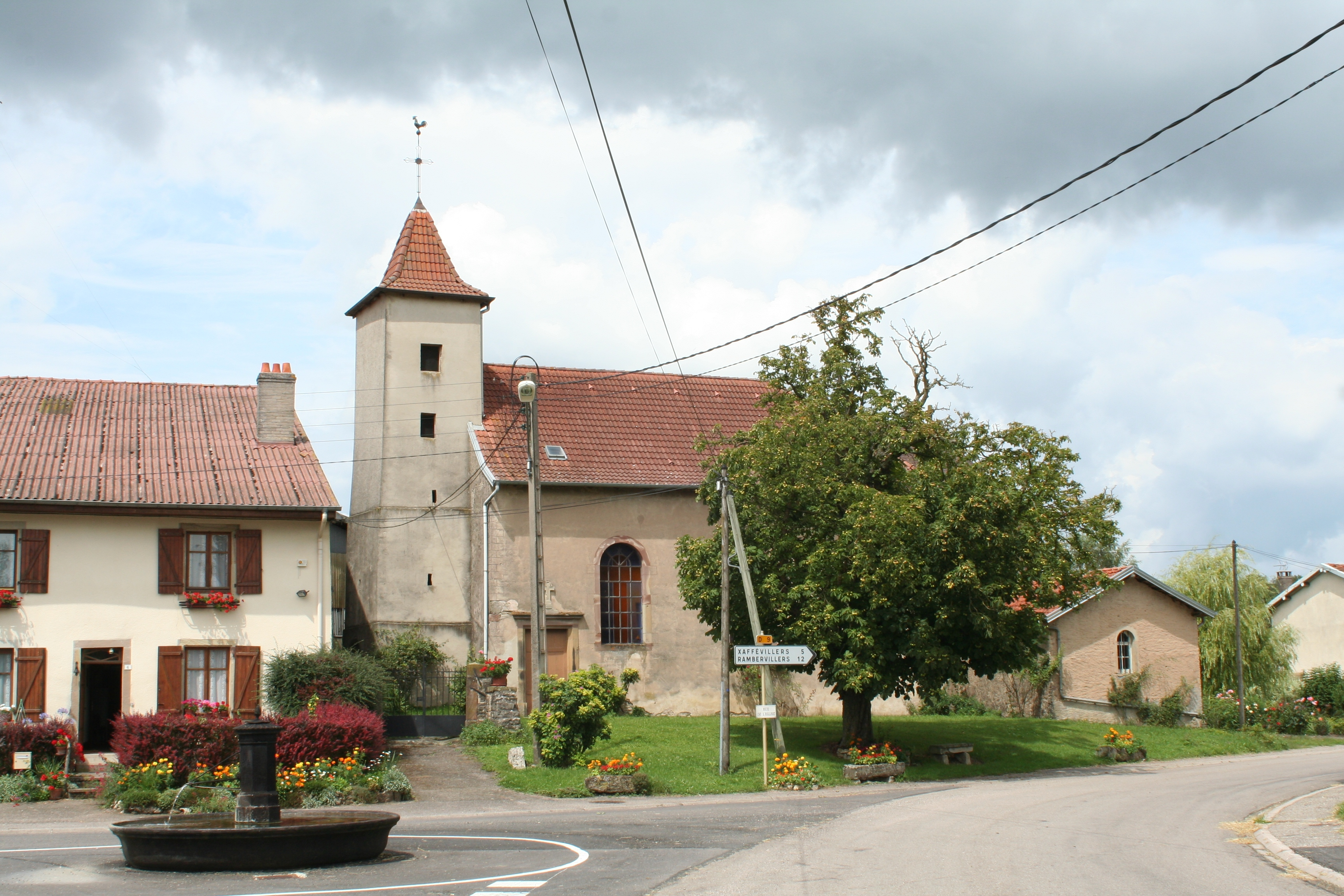
Kirche Saint-Dié